# Il complice segreto (film 1961)
Il complice segreto (The Secret Partner) è un film del 1961 diretto da Basil Dearden.

## Trama
Un dentista è stato compagno di prigione di un noto uomo d'affari e lo ricatta. Un giorno, dietro la spinta di un uomo mascherato, riesce a narcotizzarlo e a rubargli le chiavi della società di cui è agente a Londra. La cassa viene vuotata e l'uomo d'affari è il primo su cui si indirizzano i sospetti. Questi, però, riesce a dimostrare la propria innocenza e a scoprire gli uomini che complottano contro di lui.

## Accoglienza

### Critica
(Vice, l'Unità, 4 novembre 1961)
(Leo Pestelli, La Stampa, 11 novembre 1961)
(Il Morandini: dizionario dei film 2007)